# Ікбал-Ханим
Ікбал-Ханим (араб. اقبال خانم; тур. İkbal Hanım; 22 жовтня 1876 — 10 лютого 1941) — дружина хедива Єгипту з 1895 по 1914 рік як перша дружина Аббаса Хільмі II Паші, останнього хедива Єгипту та Судану.

## Раннє життя
Ікбал Ханім народився 22 жовтня 1876 року в Константинополі (нині Стамбул). За походженням вона була черкескою. Вона стала рабинею Валіда-паші Еміни Ільхамі, дружини хедіва Тевфіка, після 1884 року, коли ввезення білих рабів у Єгипет стало незаконним. Потім її призначили на особисту службу Аббаса разом із двома іншими рабинями.

## Шлюб
На момент вступу на престол у 1892 році Аббасу було лише 17 років і він був неодруженим. Його мати Еміна взяла на себе пошук відповідної принцеси для його одруження. Вона пройшла повз його двоюрідного брата і майже зуміла влаштувати йому союз з османською принцесою.
Тим часом Аббас почав мати сексуальні стосунки з Ікбал, і 12 лютого 1895 року вона від нього народила дівчинку, яку назвали на честь її бабусі Еміною. 19 лютого, через сім днів, між нею та хедивом було укладено шлюбний договір. Під час публічного свята хедіве влаштовував жіночий прийом. Згодом Ікбал народила всіх шістьох дітей Аббаса: принцесу Атіяуллу, 9 червня 1896 року, принцесу Фатію, 27 листопада 1897, принца Мухаммеда Абдель Монейма, 20 лютого, принцесу Лютфію, 29 вересня 1900 р. та принца Мухаммеда Абдул Кадіра, 4 лютого 1902 р.
За стандартами тодішньої культури правлячого класу Османської імперії, народження дитини від наложниці-рабині було винятковим, як і рішення Аббаса підняти Ікбал до статусу законної дружини. Обидві події були належним чином оголошені в al-Waqa'i al-Misriyya, яка також опублікувала кілька віршів, написаних на честь доньки хедівала. Оголошення не натякали на попередній рабський статус Ікбал, що було б настільки ж грубим, наскільки це було очевидно для сучасників, знайомих із гаремною культурою вищого класу.
Ікбал захоплювалася європейською модою в одязі та побутових звичаях і мала європейських слуг і гувернанток для своїх трьох дочок. Вона вчилася разом зі своїми дітьми і мала відкритий, допитливий розум. Як Хедіва, Ікбал вважалася однією з найкрасивіших жінок Єгипту та мала репутацію відданої дружини, що здобула її прихильність серед людей навколо палацу. Однак, окрім відвідування державних заходів лише для жінок, таких як королівські весілля чи прийоми та прем'єри опери, Ікбал-Ханим не відігравала жодної офіційної публічної ролі.
Другою дружиною Аббаса була Маріанна Тьорьок, угорська аристократка з Філадельфії, яку він вперше зустрів під час відпочинку в Європі. Вони таємно одружилися після 1900 року, і вона супроводжувала його в подорожах. Маріанна прийняла іслам, і наприкінці лютого 1910 року вони з хедивом офіційно одружилися повторно. Шлюб було розірвано через три роки в 1913 році. У своїх мемуарах Маріанна міркувала, «цікаво думати, що мій чоловік має дві дружини».
14 січня 1925 року Шехзаде Мехмед Абдулкадір, син султана Абдул-Гаміда II, дав довіреність Самі Ґюнцбергу, відомому турецькому єврейському юристу, уповноважуючи його повернути в узурпаторів будівлі, землі, шахти, концесії, залишені Абдул-Гамідом, розташовані на території Туреччини та в інших місцях, після чого він продав Ікбал маєток Абдул-Кадира у Фенеріолу.

## Смерть
Ікбал-Ханим померла 10 лютого 1941 року у Фенерьолу, Стамбул.

## Діти
Разом з Аббасом Ікбал мала шістьох дітей:
- Принцеса Еміна (Палац Монтаза, Александрія, 12 лютого 1895—1954), неодружена та без нащадків;
- Принцеса Атіяулла (Каїр, 9 червня 1896—1971), одружена і мала двох синів;
- Принцеса Фатхія (27 листопада 1897 — 30 листопада 1923), одружена, без дітей;
- Принц Принц Мухаммад Абдель Монейм, спадкоємець і регент Єгипту та Судану (20 лютого 1899 — 1 грудня 1979), одружений і мав дітей;
- Принцеса Лютфія Шавкат (Каїр, 29 вересня 1900—1975), одружена та з дітьми;
- Принц Мухаммад Абдул Кадир (4 лютого 1902 — Монтре, 21 квітня 1919).

## Нагороди
- Нагороджена орденом Благодійності 1 ст.